# اسنکما ام۵۳
اسنکما ام۵۳ یک موتور توربوفن دارای پس‌سوز ساخت اسنکما (سفران کنونی) است که برای جنگنده داسو میراژ-۲۰۰۰ ساخته شده است. این موتور در جدیدترین جنگنده‌های چند منظوره میراژ ۲۰۰۰-۵ و ۲۰۰۰-۹ به کار رفته است.

## انواع مختلف

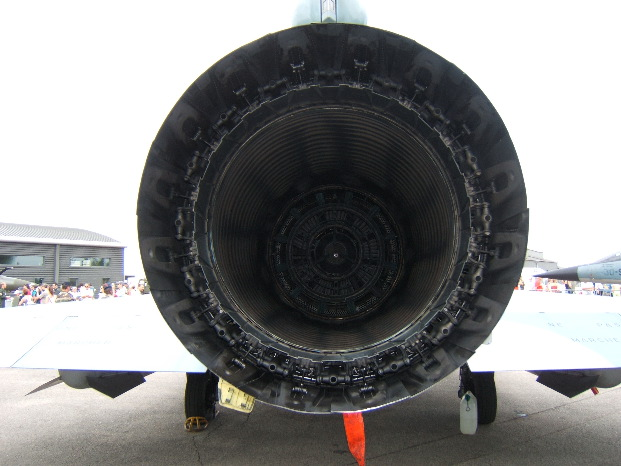
نازل خروجی پس‌سوز نصب شده در داسو میراژ-۲۰۰۰

- ام۵۳-۵ - مدلهای اولیه داسو میراژ-۲۰۰۰ سی با قدرت [۱]
  - رانش خشک: 54.0   kN (۵٬۵۰۰ کیلوگرم در ساعت / ۱۲۳۰)   lbf)
  - رانش با پس سوز: 86.3   kN (8،800 kgp / 19،400   lbf)
- ام۵۳-پی۲ - برای مدلهای Mirage 2000. برای به روزرسانی مدل های قبلی استفاده می شد [۱]
  - رانش خشک: ۶۴٫۷   kN (۶٬۶۰۰ kgp / ۱۴٬۵۰۰   lbf)
  - رانش با پس سوز: ۹۵٫۱   kN (۹٬۷۰۰ kgp / ۲۱٬۴۰۰   lbf)

## برنامه های کاربردی
- داسو میراژ-۲۰۰۰
- داسو میراژ ۲۰۰۰ان/۲۰۰۰دی
- داسو میراژ ۴۰۰۰
- داسو میراژ اف۱

## مشخصات (ام۵۳-پی۲)

#### خصوصیات کلی
- نوع: توربوفن با پس سوز تک محور
- طول: 5,070 mm (199.60 in)
- قطر: 796 mm (31.33 in) inlet
- وزن خشک: 1,515 kg (3,340 lb)

#### اجزا
- کمپرسور: ۸-مرحله کمپرسور محوری
- Combustors: حلقوی
- توربین: ۲-مرحله توربین محوری

#### عملکرد
- Maximum رانش: *64 kN (14,300 lbf) military thrust
- 95 kN (21,384 lbf) with afterburner
- نسبت فشار کلی: 9.8:1
- نسبت کنار گذر: 0.36:1
- جریان جرمی هوا: 92 kg/s
- دمای داخلی توربین: 1 327 °C
- مصرف سوخت یژه برخاست: *0.90(kg/daN.h) Dry engine thrust

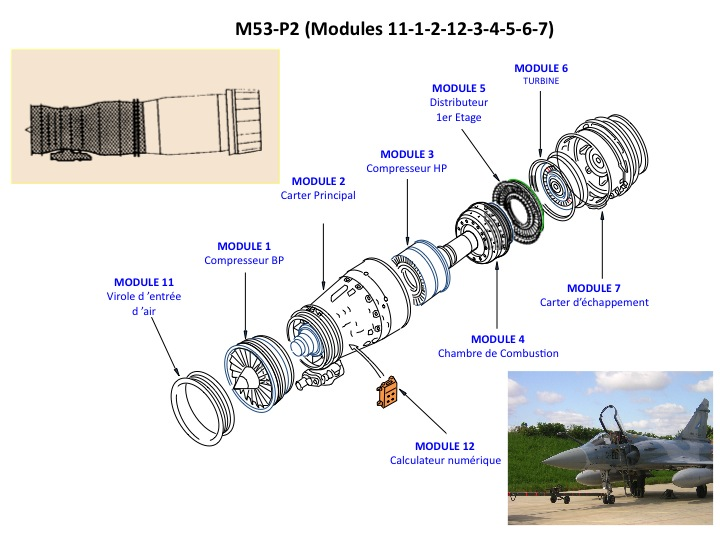
ماژول های موتور M53

- 2.10(kg/daN.h) military thrust
- نسبت نیرو به وزن: 6.5